# لورد (مغنية)
لورد (بالإنجليزية: Lorde) وإسمها الحقيقي إيلا ماريا لاني ييليتش أو كونور (بالإنجليزية: Ella Marija Lani Yelich-O'Connor) (مواليد 7 نوفمبر 1996 في مدينة أوكلاند) هي مغنية بوب وروك بديل وكاتبة أغاني نيوزلندية، بدأت مشوارها عام 2012 وحازت على جائزتي غرامي من أشهر اغانيها أغنية Royals التي احتلت المراتب الأولى في الولايات المتحدة وكندا وفرنسا ونيوزيلندا و باعت 10 ملايين نسخة حول العالم وأنتجت ثلاث اغاني لصالح سلسلة أفلام مباريات الجوع: الطائر المقلد - الجزء الأول في سنة 2014.
وقد أصدرت ألبومها الثاني باسم "Melodrama" سنة 2017 بعد توقف دام 3 سنوات، وكانت أغنية "Green light" أحد أغاني الألبوم الناجحة، والتي أنتجها جاك أونتونوف.

## ديسكوغرافيا
- البطلة النقية (2013)
- نادي الحب (2013)
- ميلودراما (2017)
- الطاقة الشمسية (2021)
- عذراء (2024)

## وصلات خارجية
- الموقع الرسمي
- لورد على موقع IMDb (الإنجليزية)
- لورد على موقع الموسوعة البريطانية (الإنجليزية)
- لورد على موقع ميوزك برينز (الإنجليزية)
- لورد على موقع رولينغ ستون (الإنجليزية)
- لورد على موقع أول ميوزيك (الإنجليزية)
- لورد على موقع أول ميوزيك (الإنجليزية)
- لورد على موقع ديسكوغز (الإنجليزية)
- لورد على موقع قاعدة بيانات الفيلم (الإنجليزية)